# Myzotoxoptera
Myzotoxoptera  (лат.) — род тлей из подсемейства Aphidinae (Macrosiphini). Палеарктика.

## Описание
Мелкие насекомые, длина около 2 мм.
Ассоциированы с растениями Cardamine. Близок к тлям рода Rhopalosiphoninus.
- Myzotoxoptera wimshurstae